# Erwin Glonnegger
Erwin Glonnegger (* 19. Mai 1925 in Aulendorf; † 6. Februar 2016 in Ravensburg) war seit Anfang der 1960er bis 1985 Programmleiter für Gesellschaftsspiele beim größten deutschen Spieleverlag Ravensburger. Viele Bearbeitungen von Spielen und Spielesammlungen gehen auf ihn zurück. Er selbst entwickelte während seiner Zeit bei Ravensburger auch einige Spiele.

## Biografie

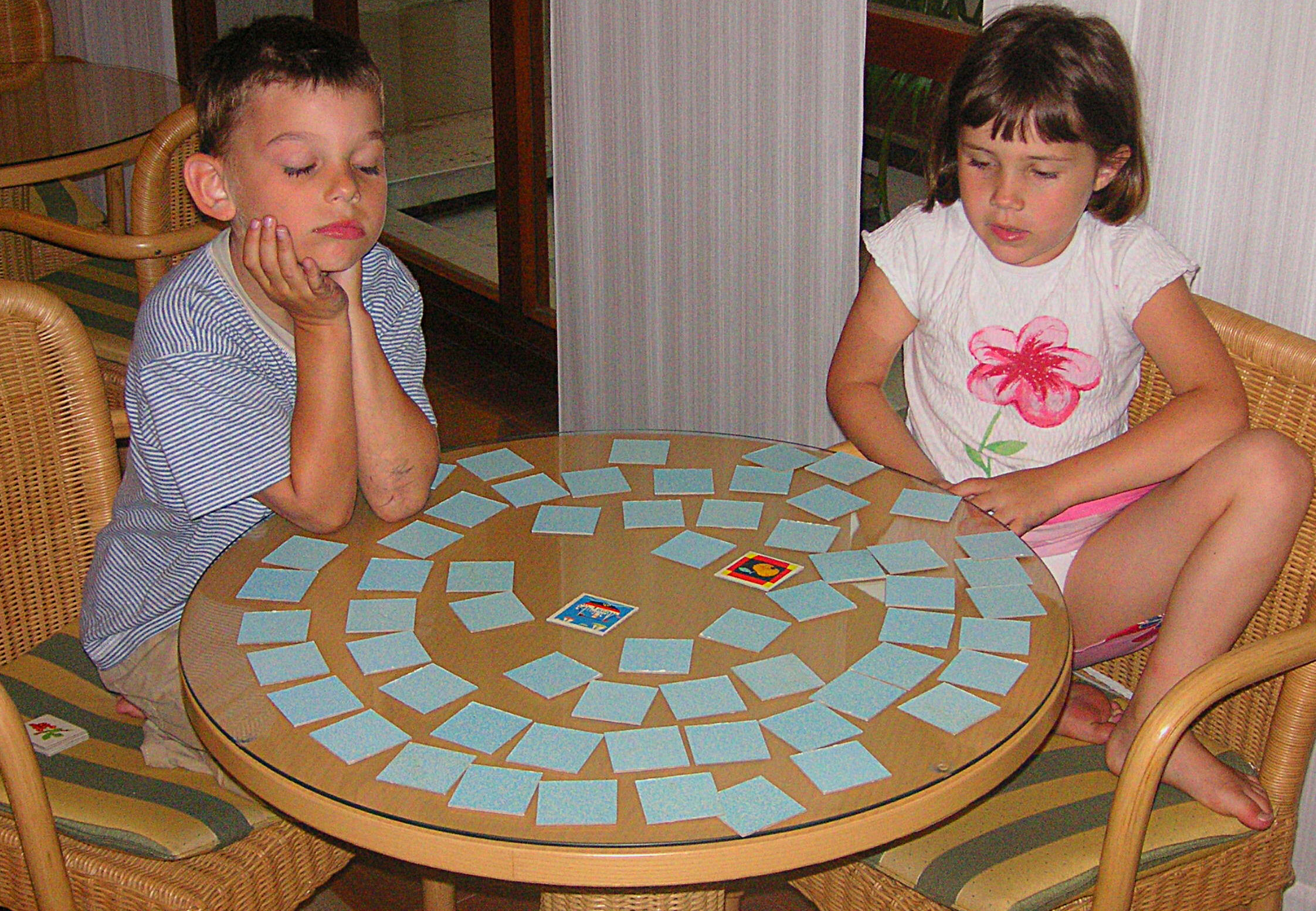
Kinder beim Memoryspiel

Glonnegger wurde am 19. Mai 1925 in Aulendorf geboren und arbeitete als gelernter Buchhändler in der „Rieck’schen Buchhandlung“ in Aulendorf, bevor er 1943 zum Kriegsdienst eingezogen wurde. Nach dem Krieg geriet er für zwei Jahre in amerikanische Kriegsgefangenschaft.
1949 kam Glonnegger zum Ravensburger Verlag und blieb dort 36 Jahre bis zu seinem Ausscheiden im Jahre 1985. Anfangs widmete er sich dem Vertrieb von Fachbüchern, ab 1951 war er für das Spieleprogramm bei Ravensburger zuständig.
Ab 1959 war er dort Direktor; zwischen 1959 und 1969 baute er dort ein Archiv auf, in dem erstmals auch auf die Geschichte von Brettspielen eingegangen wurde. Anfang der 1960er Jahre übernahm er die Leitung für das gesamte Programm des Spieleverlags. In dieser Zeit entstanden auch unter seiner Regie die Klassiker Memory (1959), Malefiz (1960), sowie die Ravensburger Hobby- (ab 1961) und Taschenbücher (ab 1962). Auch das Erscheinen der ersten Puzzles dieses Unternehmens 1964 fällt unter seine Initiative.
Glonnegger erkannte den Trend zur frühzeitigen Internationalisierung des Spielemarktes und kam in Kontakt zu zahlreichen Autoren, deren Ideen er mit ihnen zusammen umsetzte, wie beispielsweise Alex Randolph und Max Kobbert. Später brachte er die in großen Auflagen erschienenen Spiele Börsenspiel, Erstes Rechnen, Deutschlandreise, Handel und Wandel und Emil und die Detektive erfolgreich auf den Markt. Auch für die in Sammlerkreisen begehrten Spiele der Casino-Serie fungierte er als Herausgeber. Die erste Auszeichnung des Spielepreises Spiel des Jahres für Hase und Igel ging im Jahr 1979 auch aufgrund seines Engagements an den Verlag nach Ravensburg.
Sein 1988 erstmals beim Hugendubel-Verlag erschienenes kulturgeschichtliches Fachbuch Das Spiele-Buch gilt als ein Standardwerk.
Er lebte zuletzt im Gustav-Werner-Stift in Ravensburg und verstarb 90-jährig am 6. Februar 2016.

## Auszeichnungen
Glonnegger erhielt am 29. November 1985 das Bundesverdienstkreuz am Bande. In der Laudatio bei der Verleihung der Auszeichnung hieß es: Dem „Nestor“ des Gesellschaftsspiels wird diese Ehrung zuteil aufgrund seines herausragenden Engagements in der Öffentlichkeit für die Welt des Spiels ... Mit seinem umfassenden Fachwissen, seinen zahlreichen Veröffentlichungen, darunter auch selbstentwickelte Spiele, nimmt Erwin Glonnegger heute einen international anerkannten Platz in der aktuellen Spiel-Geschichte ein. Anlässlich seines 80. Geburtstages fand im Rahmen der Süddeutschen Spielemesse in Stuttgart im Oktober 2005 eine vom Deutschen Spiele-Archiv in Marburg ausgerichtete Ausstellung zu seinem Leben und Werk statt.

## Bücher (Auswahl)
- Spielbuch für alle. Maier, Ravensburg 1963
- Spiel mit. Maier, Ravensburg 1965
- Das goldene Spielebuch. Maier, Ravensburg 1967
- Spiel und Spaß, wenn wir verreisen. Maier, Ravensburg 1970, ISBN 3-473-37028-2
- Das große Ravensburger Spielebuch. Maier, Ravensburg 1974, ISBN 3-473-42600-8
- Spiel mit. Rätsel, Spiele u. Scherze im Freien, auf Reisen, im Zimmer. Maier, Ravensburg 1976 (Ravensburger Taschenbücher Bd. 47), ISBN 3-473-39047-X
- Spiele, Spiele, Spiele. Maier, Ravensburg 1977
- Spiele, Spiele, Spiele. Maier, Ravensburg 1986 (Ravensburger Taschenbücher Bd. 413), ISBN 3-473-39413-0
- Das Spiele-Buch. Brett- u. Legespiele aus aller Welt. Herkunft, Regeln u. Geschichte. Hugendubel, München 1988, ISBN 3-88034-357-8
- Das Spiele-Buch. Erweiterte Neuauflage, Drei Magier Spiele 1999, ISBN 3-9806792-0-9
- Bei uns daheim. Geschichten aus Aulendorf. Aulendorf u. a. 2007, ISBN 978-3-89089-151-4
- Das Spiele-Buch. Ravensburger 2009, ISBN 978-3-473-55654-0

## Spiele

### Eigene Spiele
- 1956: Handel und Wandel[12]
- 1959: Such mich – fang mich[13]
- 1962: Summy (Kartenspiel/Spielesammlung)[14][15]
- 1969: Emil und die Detektive[8][16]
- 1971: Olympia[17]

### Bearbeitungen einzelner Spiele
- 1954: Sag nix über Pulok
- 1959: Memory
- 1960: Malefiz
- 1960: Öl für uns alle
- 1962: Deutschlandreise
- 1967: Das Börsenspiel

### Spielesammlungen
Verschiedene Spielesammlungen und -serien wurden von Glonnegger bearbeitet und bei Ravensburger herausgegeben.
- 1955: Ravensburger Spielemagazin
- 1963: Schöne alte Spiele
- 1966: 4 erste Spiele
- 1972: Casino-Serie[18]
- 1972: Traveller-Serie[19]
- 1974: Ravensburger Familienspiele
- 1983: Schöne alte Spielpläne[20]